# سیمونه فونتکیو
سیمونه فونتکیو (ایتالیایی: Simone Fontecchio؛ زادهٔ ۹ دسامبر ۱۹۹۵) بازیکن بسکتبال اهل ایتالیا است.
از باشگاه‌هایی که در آن بازی کرده‌است می‌توان به آلبا برلین اشاره کرد.